# Serhii Tihipko
Serhii Leonidovici Tihipko (în ucraineană Сергій Леонідович Тiгiпко; n. 13 februarie 1960) este un politician și specialist în finanțe ucrainean, care a fost vice-prim-ministru al Ucrainei. Tighipko a fost ministru al economiei în 2000 și, ulterior, a servit în calitate de președinte al Băncii Naționale a Ucrainei între 2002 și 2004. El a candidat, fără succes, pentru funcția de președinte al Ucrainei în alegerile prezidențiale din 2010, și și-a anunțat candidatura pentru alegerile prezidențiale din 2014. Tighipko a fost, de asemenea, ministru al politicii sociale.
1. ↑  IdRef, accesat în 23 mai 2020
2. ↑  100 найбагатших українців 2021 (în ucraineană), Forbes, accesat în 31 iulie 2022